# Frosé

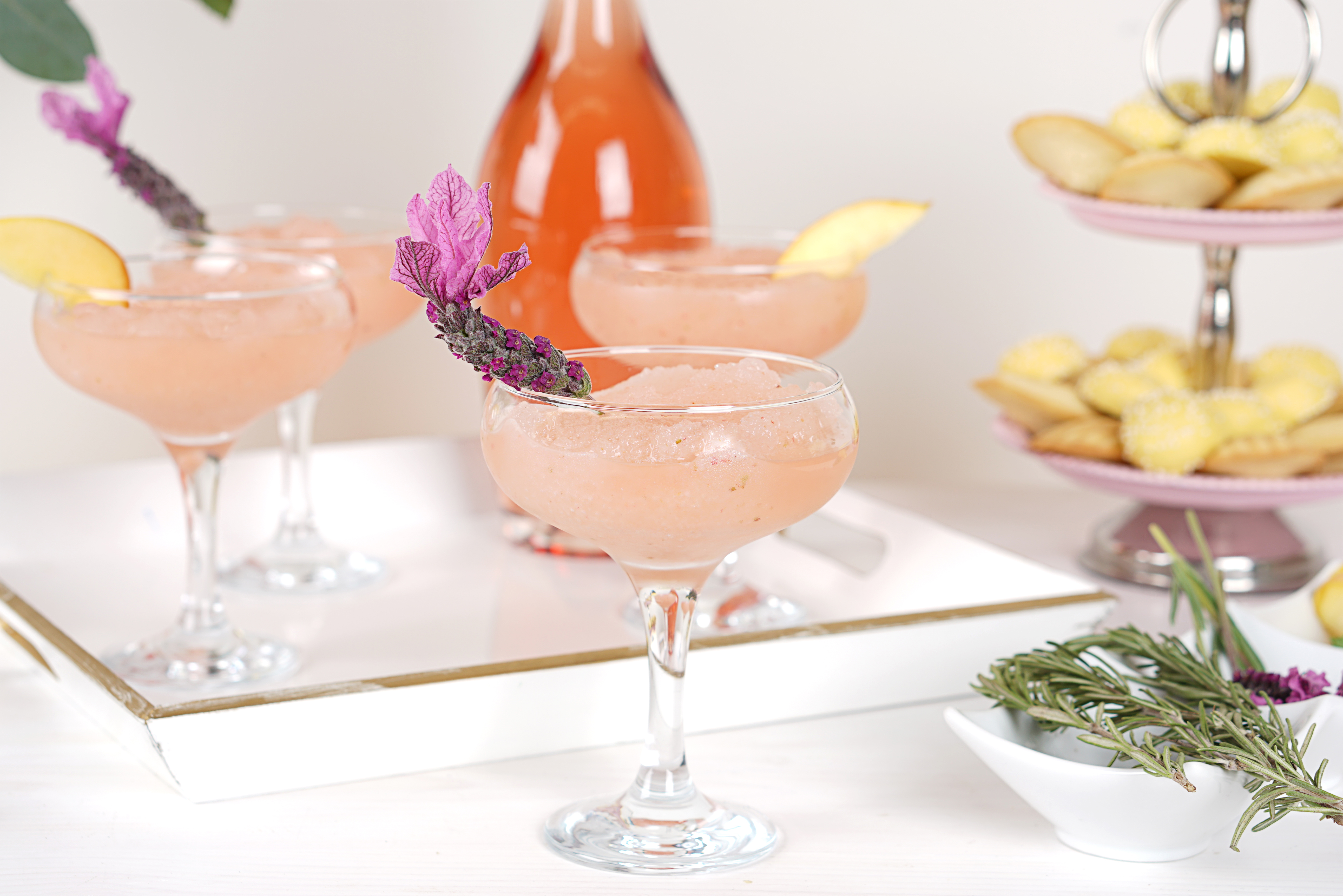
Frosé en copa de champán.

El Frozen Rosé o Frosé es un cóctel tipo Frozen (granizado) que incluye rosado (rosé), vermú dulce y puré de sandía o fresas. También puede incluir jugo de limón o de arándano, o jarabe. Otra variación utiliza Beefeater Pink Gin, licor de frambuesa Chambord, vino rosado de Villa Real y jugo de pomelo.
Una crítica al frosé es que el vino congelado «destruye la estructura de la bebida al separar los compuestos químicos que hacen que los sabores y aromáticos del vino sean tan complejos y deliciosos». El Frosé se desarrolló en el Bar Primi de Nueva York, en el verano de 2016.